# Michael Boxall
Michael Joseph Boxall (ur. 18 sierpnia 1988 w Auckland) – nowozelandzki piłkarz występujący na pozycji obrońcy. Zawodnik klubu Minnesota United.

## Kariera klubowa
Boxall karierę rozpoczynał w 2006 roku w zespole Central United. Następnie grał w Auckland City, Three Kings United oraz Ellerslie AFC. W 2007 roku został studentem amerykańskiej uczelni University of California, Santa Barbara i rozpoczął grę dla tamtejszej drużyny piłkarskiej, UC Santa Barbara Gauchos.
W 2011 roku poprzez MLS Supplemental Draft Boxall trafił do kanadyjskiego zespołu Vancouver Whitecaps, grającego w amerykańskiej lidze MLS. Zadebiutował w niej 19 marca 2011 roku w wygranym 4:2 spotkaniu z Toronto FC. W sezonie 2011 w barwach Vancouver wystąpił 19 razy, jednak w następnym sezonie nie zagrał tam już w żadnym meczu.
W lipcu 2011 roku Boxall podpisał kontrakt z nowozelandzkim Wellington Phoenix, występującym w australijskiej lidze A-League. W 2013 roku był stamtąd wypożyczony do Oakleigh Cannons. W 2015 roku przeszedł do Supersport United, z którym dwukrotnie zdobył Puchar Południowej Afryki (2016, 2017).
W 2017 roku został zawodnikiem amerykańskiego zespołu Minnesota United, uczestniczącego w rozgrywkach MLS.

## Kariera reprezentacyjna
W 2007 roku Boxall znalazł się w drużynie U-20 na Mistrzostwa Świata U-20, zakończone przez Nową Zelandię na fazie grupowej. W 2008 roku wraz z kadrą U-23 wystąpił na Letnich Igrzyskach Olimpijskich, z których Nowa Zelandia odpadła po fazie grupowej.
W pierwszej reprezentacji Nowej Zelandii Boxall zadebiutował 25 marca 2011 roku w zremisowanym 1:1 towarzyskim pojedynku z Chinami. W 2012 roku został powołany do kadry na Puchar Narodów Oceanii. Zagrał na nim w zremisowanym 1:1 meczu fazy grupowej z Wyspami Salomona, a także w wygranym 4:3 spotkaniu o 3. miejsce z tą drużyną.

## Życie prywatne
Ma brata Nikko który również jest piłkarzem.